# 1571 az irodalomban
Az 1571. év az irodalomban.

## Halálozások
- július 17. – Georg Fabricius német protestáns költő, történetíró (* 1516)
- november 24. – Jan Blahoslav cseh humanista, költő, az Újszövetség cseh nyelvű fordítója (* 1523)
- 1571 – Lodovico Castelvetro itáliai irodalomtörténész (* 1505 körül)